# 駄洒落
駄洒落（だじゃれ）とは、同じ或いは非常に似通った音を持つ言葉をかけて遊ぶ一種の言葉遊び。一般的にこの意味で通じているが、国語辞典では「少しも感心出来ない、つまらないしゃれ。」としている。本稿では「言葉遊び」について詳述する。
三大原則としては、
1)同音異義語を使う。
2)なるべく短く簡単に言う。
3)意味をつけずナンセンスに。
である。
雑俳の1つとしての『洒落』は言葉の一部分を母音とアクセントが同じ語、母音が同じ語、同音異義語などを当てはめるものである。例「蝶々一本 さらしに巻いて（包丁一本 サラシに巻いて）」。言葉遊びの『洒落』は本来知識と教養を示す気の利いたものであったが、これに価値を認めることのないカウンターカルチャーから揶揄を込めて『駄』の文字を冠された。洒落の文化が失われるにつれ、それを文化として持たない若者からはオヤジギャグと称されるようにもなる。古くは地口とも。
判りやすい遊びの一種であるため、様々な語彙を使用してこの駄洒落が利用される。

## 駄洒落の典型的な形態
同じ読みを持つ語を用いたもの
- トイレにいっといれ
- 電話にでんわ
- 猫がねころんだ

似たような音を持つ語を用いたもの
- 校長先生絶好調
- 布団が吹っ飛んだ
- アルミ缶の上にあるミカン

二つの語を融合したもの

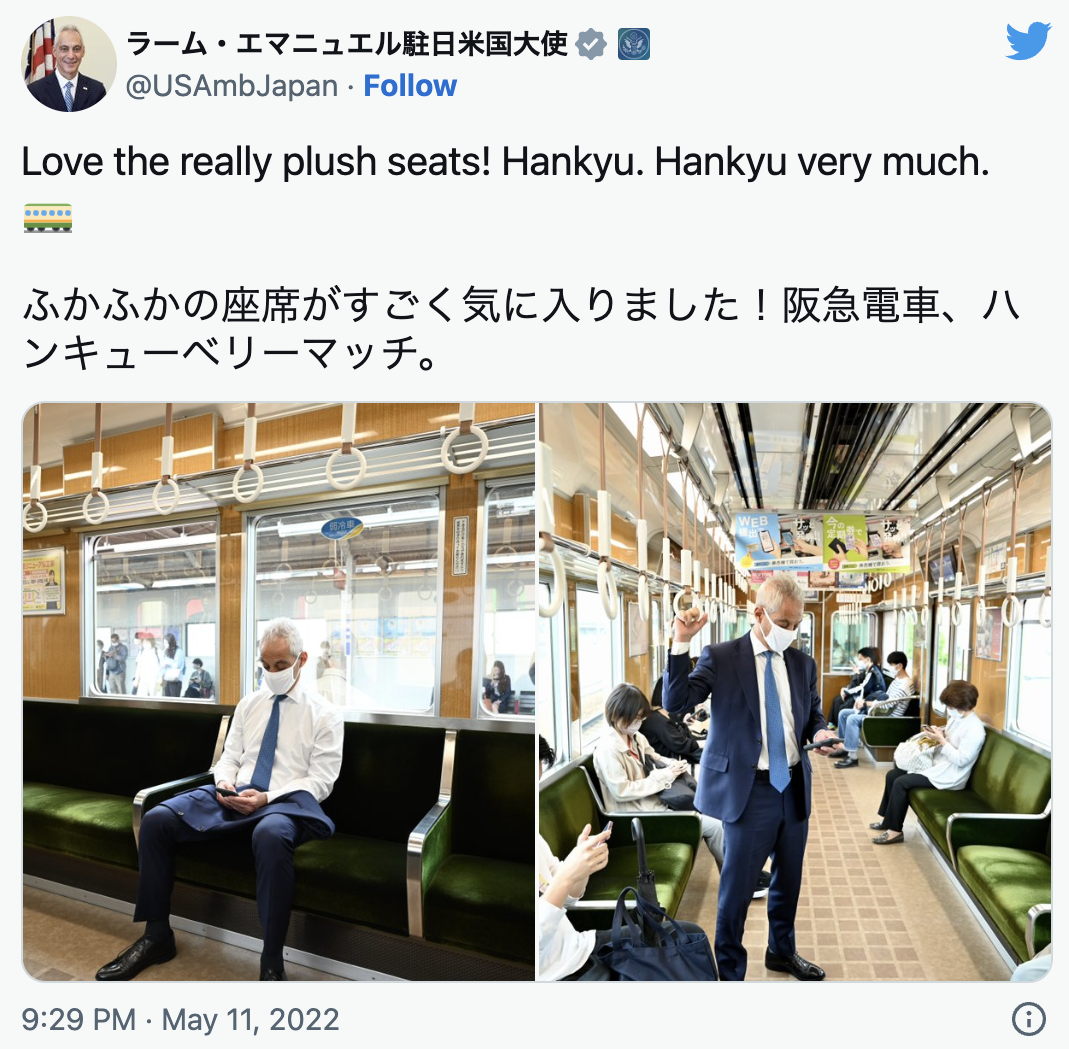
駐日アメリカ合衆国大使ラーム・エマニュエルが阪急と英語の「ありがとう」（thank you）を掛けて「阪急電車、ハンキューベリーマッチ。」と駄洒落を利用した二か国語ツイート(2022年5月)

- 「布団がお山の方まで吹っ飛んだ!」「おやまぁ」

同じ意味を持つ別の文章に置き換えた物
- 落とし穴が完成（陥穽）した

複数の意味を持つ1つの文章、または似た様な文章(ぎなた読みも参照)
- 倒産か、辛かったな（父さん、カツラ買ったな）

日本語を外国語に置き換えたもの（またはその逆）
- 本がブックブックと沈む（副詞『ぶくぶく』と、本を英語にした「ブック」（book）を掛けている）

ある単語に似た別の単語を無理やり当てはめたもの
この場合、言葉の意味は無視し、音の響き、そのナンセンスを楽しむ。
- センタッキー・フライドチキン （『ケンタッキー・フライドチキン』のケンタッキーと洗濯機の響きを掛けている）
- ヒノノニトン （日野・デュトロのCM。2人の料理人の会話中の「ヒノノニトン（『日野の2tトラック』の意）」を客が新種の豚肉と勘違いする、と言うもの）
- ｢日産｣(とりわけ日産自動車、日産ディーゼル(現:UDトラックス))と｢おっさん｣の掛け合わせ。
  - ｢オッサン｣という、(表向きは架空の)自動車メーカーが登場することがある。(例:クレヨンしんちゃん (アニメ))
  - おっさんディーゼル - ディーゼル家のおじさんと日産ディーゼルの響きを掛けている
- ダブル（double）とダブリュー（W)

単語の音を並べ替えたもの（アナグラムも参照）
- コモドドラゴン　→　コドモドラゴン（子どもドラゴン）

地名などを用いたもの
- 八街でやっちまった（千葉県八街市の地名にかけている）
- 成増になります（READY TO KISSの4thシングル）

## 駄洒落による芸
小咄
いわゆる二言小咄というのは、ある一言に返事をつけるだけの簡単なもので、多くが駄洒落である。たとえばもっとも有名なものに次のようなものがある。噺家の修行で最初に指導されるのがこれ。
- 「隣の空き地に塀が出来たんだってねぇ」「へー」（塀に掛けてある）

次の二言小咄を続けることもある。
- 「隣の空き地に囲いが出来たんだってねぇ」「かっこいい」（囲いに掛けてある）

落語家独自の小咄もあり、林家木久扇は『笑点』の大喜利で独自の小咄を答える事がある。
- 「雨が漏るね」「やーねー」(雨漏りは屋根から漏る事と否定の「嫌だね」を主におばさんが会話で「やーねー」と言うのを掛けている。)
- 「これはいい絵ですか？」「いいえ」(否定する返答のいいえと掛けている。)等

コミックソング
清水國明と原田伸郎によるあのねのねが1970年代に現在で言うおやじギャグを使ったコミックソングを量産し、一世を風靡した。
- 魚屋のオッサンの歌（1973年3月10日）
- 土建屋のオッサンの歌
- でんでん虫の唄（1974年6月10日）
- 大きな栗とリスの歌

○○づくし
ある分野の様々なものを駄洒落の形で取り込みながら、ひとつながりの歌や口上を述べるもので、古典的な漫才などに見られる。たとえば、柳亭痴楽の「痴楽綴方狂室」がある。これを歌謡曲に仕立てたものに、たとえば小林の「自動車ショー歌」(自動車メーカーや車の名前を織り込んだ歌詞)や所ジョージの「タバコショウカ」(タバコの銘柄を織り込んだ歌詞)がある。
ひねりなさい
嘉門タツオの、ひねりのない駄洒落に「ひねりなさい」と突っ込むバック演奏はあれど、歌と言うよりはネタ。

## 人物
- 多治家礼（たじやれい） - 駄洒落研究家を自称、ハルキブックスより『ダジャレ練習帳』『これをダジャレで言えますか?』『このダジャレで生きのびろ!』などの駄洒落を主題とした著作を出版。名前そのものも駄洒落にかけた駄洒落。
- 鈴木ひでちか - 日本だじゃれ活用協会の代表理事。自由国民社より会社を強くする「だじゃれ」仕事術『爆笑する組織』を出版している。
- 中島ピロタカ - ダジャレ界の異端児。『だじゃれの日』の発案や銚子電気鉄道（千葉県銚子市）とコラボしたタイなのにヒラメいちゃいました？貸切列車『鯛パニック号』などをプロデュースした事で有名。TED (カンファレンス)のスピーカーとしても登壇している。
- 高信太郎 - 漫画家で、漫画作品のほとんどのオチが駄洒落。単行本の名にも『漫画日本むつかし話（まんが日本昔ばなし）』『起承転外（起承転結と奇想天外）』など駄洒落によるものが多々ある。
- 後藤繁榮 - 元NHKアナウンサー - NHK教育テレビジョンで放送中のきょうの料理でダジャレをよく披露する。

駄洒落を用いたペンネームなど
※上記と異なり作風自体に駄洒落要素の少ないものも含まれる。
- 二葉亭四迷（ふたばていしめい） - 明治時代の作家。「くたばってしまえ」から。
- 阿佐田哲也（あさだてつや） - 雀士、小説家。麻雀で徹夜を繰り返し「朝だ、徹夜！」と言ったことから。
- かとう唯（かとうゆい） - 駄洒落が大好きなミュージカル女優で、ダジャレントとして活動している。自己紹介ソング 『ありかとうゆいたくて』 や、69個の 「だじゃれ」 で構成された『ダジャロック！』などの作詞も手掛け、ゆいチューブ（YouTube）などで公開している。

## だじゃれの日
一般社団法人日本だじゃれ活用協会が制定した記念日で、日付は9月1日。「ク（9）リエイティブかつイ（1）ンパクト」があるだじゃれは、人と人とのコミュニケーションをより豊かなものにしてくれる「無形文化遊具」であり、だじゃれが秘める無限の「吸（9）引（1）力」を活かし、生活に彩りと潤いをもたらすことで世の中に「救（9）い（1）」を届けたいとの願いが込められている。